# Južna Morava
Južna Morava je rijeka u Srbiji i Sjevernoj Makedoniji koja predstavlja kraću od dvije rijeke koje čine Moravu. Južna Morava je dugačka 295 km i izvire u Sjevernoj Makedoniji spajanjem sa Zapadnom Moravom koje kod Stalaća čine Veliku Moravu.

## Opis
Južna Morava nastaje na Skopskoj Crnoj gori, u današnjoj Sjevernoj Makedoniji, sjeverno od Skoplja. Tokovi Ključevske i Slatinske rijeke stvaraju rijeku Golemu, koja je, kada prođe sjevernomakedonsko-srpsku granicu, poznata kao Binačka Morava. Nakon 49 km Binačka Morava se sastaje s Preševskom Moravicom kod Bujanovca i preostalih 246 km teče kao Južna Morava.
Južna Morava ima 157 pritoka. Najvažniji lijevi pritoci su: Jablanica, Veternica, Pusta rijeka i Toplica. Desne pritoci su Vrla, Vlasina, Nišava i Sokobanjska Moravica.

## Gradovi na Južnoj Moravi
- Gnjilane
- Vranje
- Vladičin Han
- Aleksinac

### Ostala naselja
- Žitkovac

## Vanjske poveznice
|  | Zajednički poslužitelj ima još gradiva o temi Južna Morava |